# Região Metropolitana do Recife
A Região Metropolitana do Recife (RMR), também referida por Grande Recife, é a maior e principal região metropolitana do estado brasileiro de Pernambuco. Conurbação mais antiga do Brasil — uma vez que Olinda surgiu em 1535 e Recife em 1537 —, a metrópole pernambucana foi o principal centro financeiro do Brasil Colônia até meados do século XVIII, quando do término do ciclo do açúcar. De acordo com o Censo de 2022 do IBGE (última contagem oficial da população), é a segunda maior região metropolitana do Norte-Nordeste, a sétima maior do Brasil e uma das 120 maiores do mundo, além de ser a terceira área metropolitana mais densamente habitada do país, superada apenas por São Paulo e Rio de Janeiro; e, de acordo com o mesmo Censo, a RMR possui 3 726 442 habitantes. Está atrás somente de Brasília, Rio de Janeiro e São Paulo na hierarquia da gestão federal.
Concentrando aproximadamente dois terços do PIB pernambucano, desempenha um forte papel centralizador no Nordeste brasileiro, abrigando grande número de sedes regionais e nacionais de instituições e empresas públicas e privadas, como o Comando Militar do Nordeste, a SUDENE, a Eletrobras Chesf, o TRF da 5ª Região, o Cindacta III, o II COMAR, a SRNE da Infraero, a SRNE do INSS, a TV Globo Pernambuco, a Votorantim Cimentos N/NE, a Queiroz Galvão, entre outras, além de possuir o maior número de consulados estrangeiros fora do eixo Rio-São Paulo, sendo inclusive a única cidade, com exceção de São Paulo e do Rio de Janeiro, que tem consulados gerais de países como Estados Unidos, China, França e Reino Unido. A Região Metropolitana do Recife é a segunda região metropolitana mais rica do Norte-Nordeste (em 2016).
Em 1973, ano em que as regiões metropolitanas brasileiras foram instituídas, a RMR era a terceira do Brasil em população, após São Paulo e do Rio de Janeiro, com 1 755 083 habitantes recenseados em 1970. No Censo de 1980 foi ultrapassada pela Grande Belo Horizonte, e no Censo de 1991 perdeu mais uma posição para a Porto Alegre, passando a ocupar a quinta colocação entre as regiões metropolitanas do país. No Censo de 2010 se manteve como a quinta maior região metropolitana do Brasil; porém, considerando as chamadas "regiões integradas", perdeu uma posição para a RIDE do Distrito Federal e Entorno. No Censo 2022 perdeu mais uma posição, para a Região Metropolitana de Fortaleza, ficando como a sétima maior região metropolitana do Brasil.
Compreende 14 municípios: Jaboatão dos Guararapes, Olinda, Paulista, Igarassu, Abreu e Lima, Camaragibe, Cabo de Santo Agostinho, São Lourenço da Mata, Araçoiaba, Ilha de Itamaracá, Ipojuca, Moreno, Itapissuma e Recife. Todos os municípios da RMR, fazem parte da Região Imediata do Recife, acrescentando-se a esta a Vila dos Remédios (núcleo urbano do arquipélago de Fernando de Noronha) e o município de Paudalho. O forte desenvolvimento da região está promovendo a expansão da mancha urbana para outros municípios da Zona da Mata pernambucana. Essa ampliação forma o colar metropolitano, que corresponde à Região Intermediária do Recife. Levando em consideração o colar metropolitano formado por esses municípios do entorno da região metropolitana, a população da metrópole chega a 5,7 milhões de habitantes, sendo superada apenas pelas regiões de São Paulo, Rio de Janeiro e Belo Horizonte.

## Municípios
| Fotos         | Município               | Área (km²) | Estimativa da população (Censo 2022) | IDH (2010)  | PIB (2021) R$ mil | PIB per capita (2021) R$ |
| ------------- | ----------------------- | ---------- | ------------------------------------ | ----------- | ----------------- | ------------------------ |
|               | Abreu e Lima            | 126,193    | 98 462                               | 0,679 médio | 1 724 258         | 17 123,06                |
|               | Araçoiaba               | 96,381     | 20 936                               | 0,592 médio | 161 884           | 7 732,35                 |
|               | Cabo de Santo Agostinho | 448,735    | 203 216                              | 0,686 médio | 13 706 389        | 65 022,05                |
|               | Camaragibe              | 51,257     | 147 771                              | 0,692 médio | 2 229 680         | 13 940,29                |
|               | Igarassu                | 305,56     | 115 196                              | 0,665 médio | 3 471 427         | 29 003,48                |
|               | Ilha de Itamaracá       | 66,684     | 27 076                               | 0,653 médio | 299 232           | 11 051,57                |
|               | Ipojuca                 | 527,107    | 98 932                               | 0,619 médio | 14 929 346        | 150 647,79               |
|               | Itapissuma              | 74,235     | 27 144                               | 0,633 médio | 2 383 641         | 87 814,64                |
|               | Jaboatão dos Guararapes | 258,694    | 643 759                              | 0,717 alto  | 16 133 556        | 22 680,83                |
|               | Moreno                  | 196,072    | 63 792                               | 0,652 médio | 892 506           | 13 990,88                |
|               | Olinda                  | 41,681     | 349 976                              | 0,735 alto  | 5 788 250         | 14 700,91                |
|               | Paulista                | 97,312     | 342 167                              | 0,732 alto  | 5 591 652         | 16 596,43                |
|               | Recife                  | 218,435    | 1 488 920                            | 0,772 alto  | 54 970 305        | 33 094,37                |
|               | São Lourenço da Mata    | 262,106    | 111 243                              | 0,653 médio | 1 444 200         | 12 568,10                |
| Grande Recife | Grande Recife           | 2770,452   | 3 726 442                            | 0,768 alto  | 123 744 417       | 30 782,95                |

## Demografia
De acordo com Censo 2022 do IBGE a população da Grande Recife era de 3.726.442, sendo assim a senguda maior do Nordeste, atrás apenas de Fortaleza e a a sétima maior do país. Na comparação com o Censo 2010, quando a população era de 3.690.547 a metrópole teve um crescimento de menos de 1% em 12 anos.
Em termos demográficos, a Região Metropolitana do Recife é a terceira metrópole mais densamente habitada do país, são 1.403,11 por quilômetros quadrados, atrás apenas de São Paulo e Rio de Janeiro. 
| Posição | Região metropolitana  | Unidade federativa | Densidade demográfica (hab./km²) |
| ------- | --------------------- | ------------------ | -------------------------------- |
| 1       | Grande São Paulo      | São Paulo          | 2 634,41                         |
| 2       | Grande Rio de Janeiro | Rio de Janeiro     | 1 487,18                         |
| 3       | Grande Recife         | Pernambuco         | 1 403,11                         |
| 4       | Grande Aracaju        | Sergipe            | 1 054,11                         |
| 5       | Grande Salvador       | Bahia              | 895,94                           |

## Aspectos econômicos

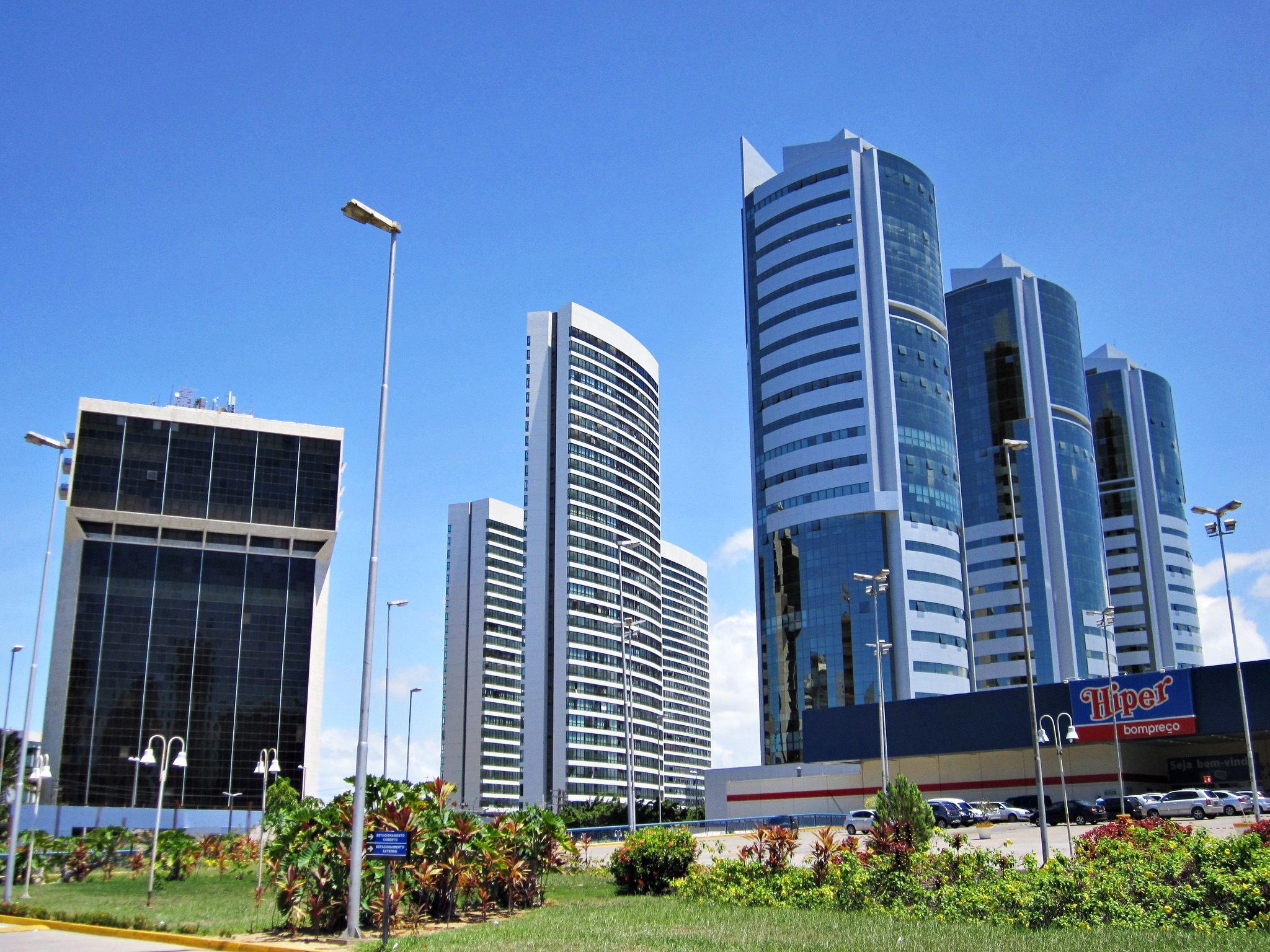
A RMR abriga algumas das maiores empresas pernambucanas, como os grupos Queiroz Galvão, Cornélio Brennand, JCPM, João Santos, Delta, Raymundo da Fonte, EBBA S.A., Indústrias ASA, entre outros. Abriga ainda a sede da Eletrobras Chesf e sedes regionais de diversas empresas. Na foto, edifícios empresariais na região do Shopping Recife.

Recife é a metrópole mais rica do Norte-Nordeste em PIB PPC, e a sexta mais rica do Brasil, após as regiões metropolitanas de São Paulo, Rio de Janeiro, Porto Alegre, Belo Horizonte e Curitiba. É ainda a oitava região metropolitana mais rica do Brasil em PIB nominal, e a mais rica do Norte-Nordeste.
Boa parte da economia da região vem da prestação de serviços, que concentrou 54,7% do PIB em 2008, embora a atividade industrial também esteja em patamar de destaque, sendo responsável por 40,5% do PIB do Grande Recife. Já as atividades primárias, que incluem a agricultura, foram responsáveis por 5,8% da economia da região. O Grande Recife é responsável por cerca de 65% do PIB de Pernambuco.

### Complexo Industrial e Portuário de Suape

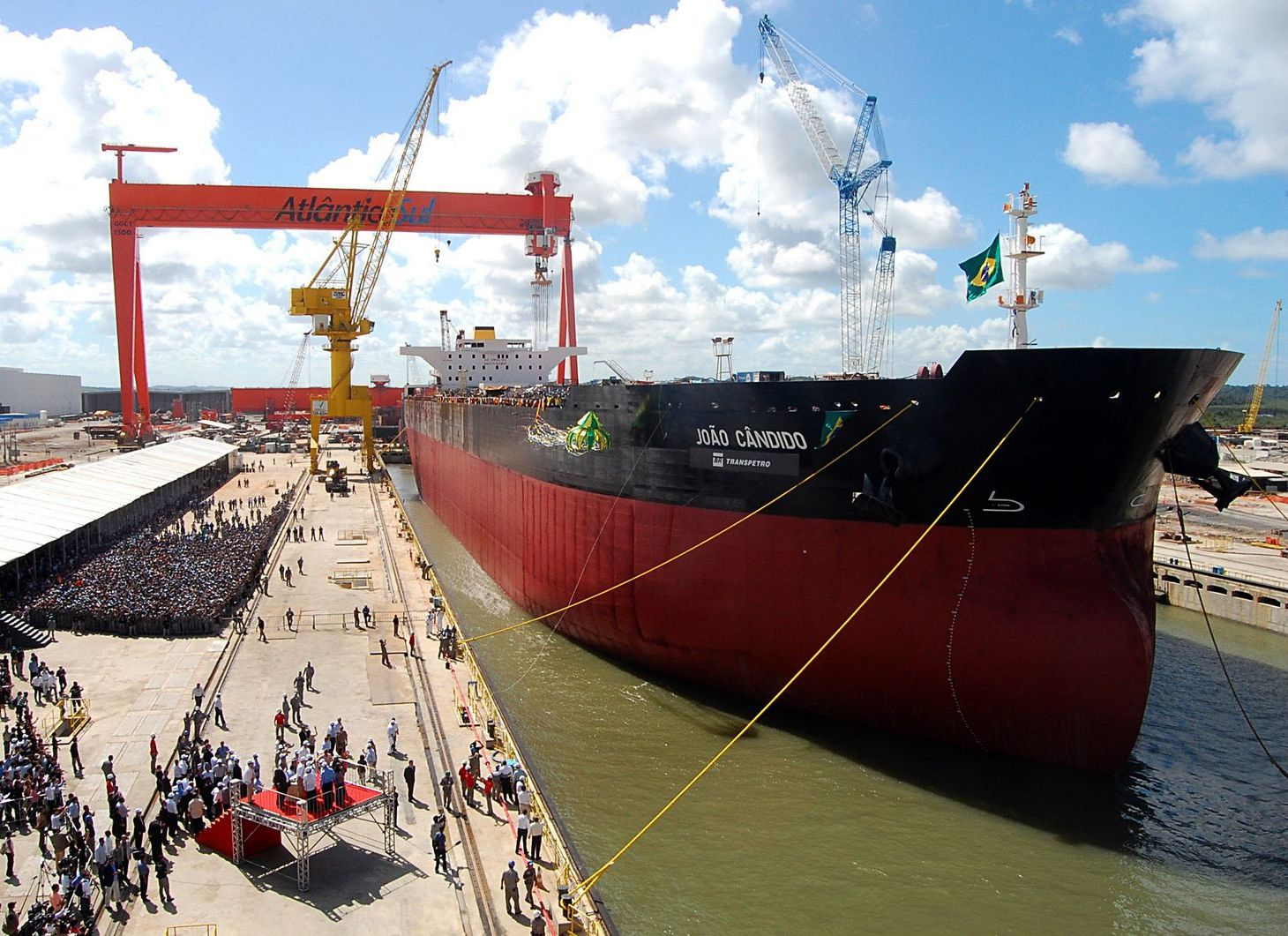
O Complexo Industrial e Portuário de Suape abriga o Estaleiro Atlântico Sul, maior estaleiro do Hemisfério Sul. O petroleiro João Cândido (foto) foi o primeiro navio lançado pela indústria naval pernambucana.

A construção do Porto de Suape foi prevista para operar produtos combustíveis e cereais a granel, substituindo o Porto do Recife. Em 7 de novembro de 1978, uma lei estadual criou a empresa Suape Complexo Industrial Portuário para administrar o desenvolvimento das obras. Hoje o porto é um dos maiores do Brasil, administrado pelo governo de Pernambuco. Suape opera navios nos 365 dias do ano, sem restrições de horário de marés. Para auxiliar as operações de acostagem dos navios, o porto dispõe de um sistema de monitoração de atracação de navios a laser, que possibilita um controle efetivo e seguro, oferecendo ao prático condições técnicas nos padrões dos portos mais importantes do mundo.
O Complexo Industrial e Portuário de Suape foi escolhido para a implantação dos seguintes empreendimentos como: A Refinaria Abreu e Lima, Estaleiro Atlântico Sul, Gerdau, Shineray, Amanco, Pamesa, Pepsico, Hemobrás, Novartis, Bunge, Coca-Cola, Unilever, CSN, Mossi & Ghisolfi, e a General Motors.
Suape tem o poder de duplicar a renda de Pernambuco até 2020 e triplicar o PIB até 2030.

### Porto Digital
O Porto Digital é um pólo de softwares localizado na cidade do Recife, criado em julho de 2000. É reconhecido como o maior parque tecnológico do Brasil em faturamento e número de empresas, totalizando 173 empresas em 2010, entre elas multinacionais como Motorola, Oracle, Nokia, IBM e Microsoft. Emprega cerca de seis mil pessoas, e tem 3,9% de participação no PIB do estado.

## Aspectos urbanos

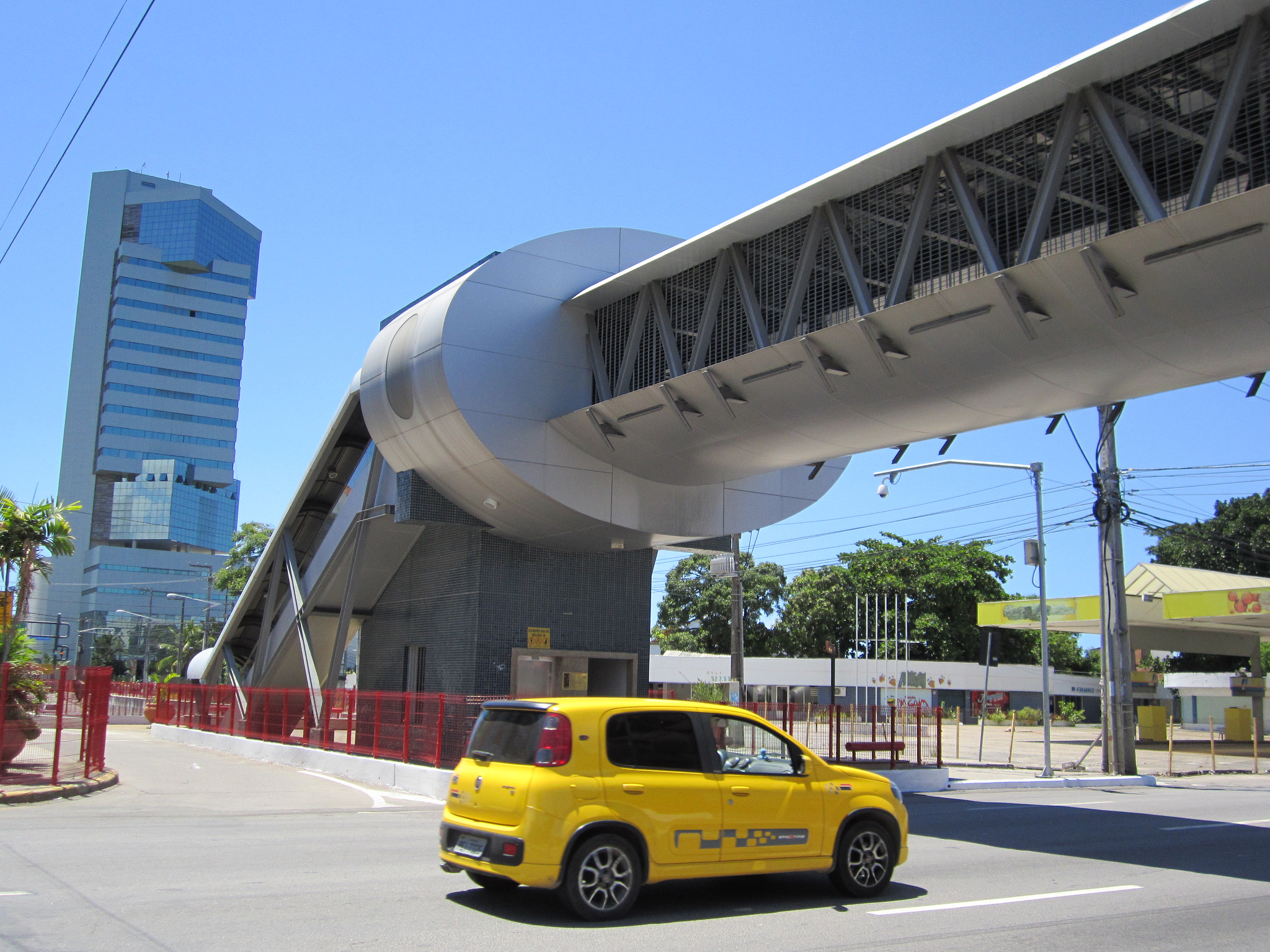
Passarela de pedestres no bairro do Pina em Recife.

Segundo a Estimativa IBGE 2013, a Região Metropolitana do Recife possui uma população de 4.046.845 habitantes. Os maiores municípios são Recife, Jaboatão dos Guararapes, Olinda e Paulista. A sua densidade demográfica, de 1.342,88 hab/km², é uma das mais altas do país. O Grande Recife é a maior metrópole do Nordeste e a 5ª maior do Brasil. Estudo feito pela ONU estima que em 2015 a população da RMR será de 4,070 milhões de pessoas.

### Aeroporto Internacional do Recife-Guararapes

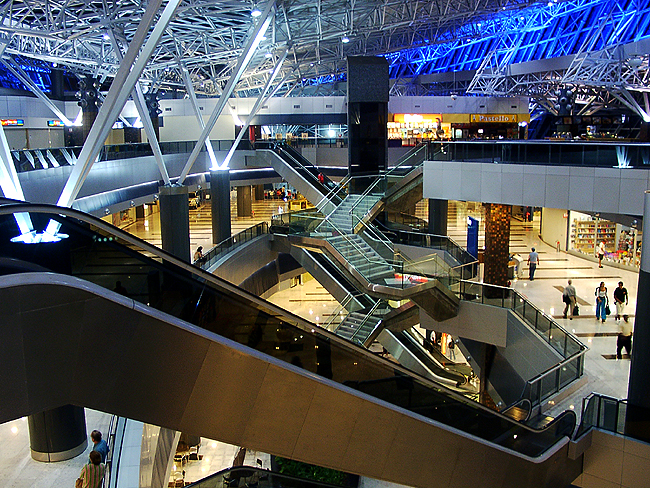
Aeroporto Internacional do Recife-Guararapes.

Na Região Metropolitana do Recife estão localizados importantes portos e aeroportos do estado e do país. O principal aeroporto é o Aeroporto Internacional do Recife-Guararapes. Trata-se do maior e mais movimentado complexo aeroportuário do Nordeste de acordo com a Infraero e a ANAC. O terminal de passageiros atual conta com uma área de 52 000 m². Futuramente, será anexada uma área adicional de 24 000 m², proveniente do antigo terminal. Além disso, conta com um pátio com 26 posições para aeronaves e 15 pontes de embarque, 64 balcões de check-in e 2 120 vagas de estacionamento. Está localizado no bairro da Imbiribeira, no Recife, capital de Pernambuco, a 11 km do centro.

### Porto do RecifeePorto de Suape

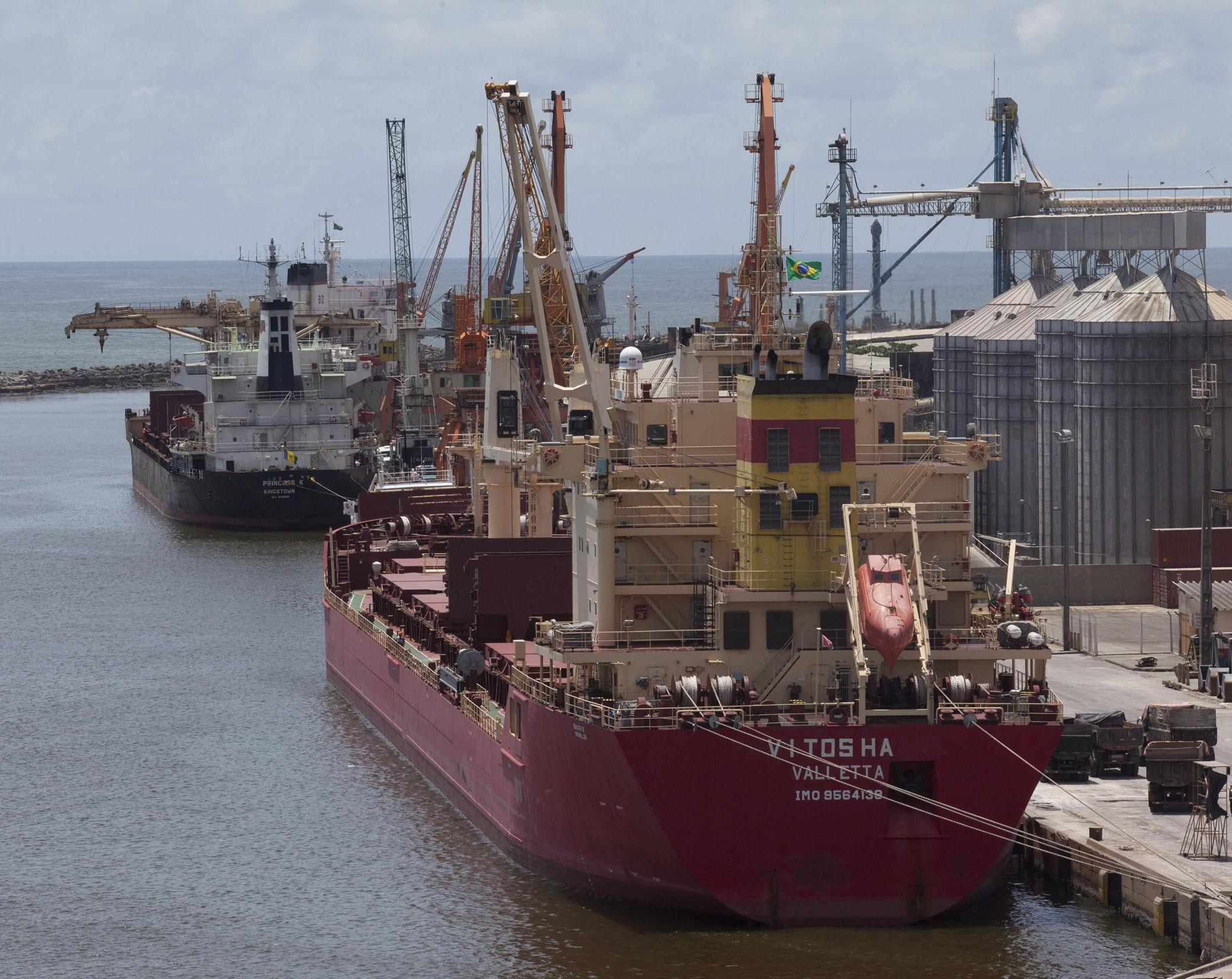
Porto do Recife.

O Porto do Recife, com seu terminal açucareiro, é um dos mais movimentados do Brasil, sendo o principal escoadouro de açúcar do Nordeste. Devido a sua excelente posição geográfica, serve de escala aos navios que ligam o Brasil aos países europeus, aos Estados Unidos e ao resto do Mundo.
O Porto do Suape localiza-se a 40 km ao sul do Recife. Sua Posição Geográfica privilegiada faz dele ponto de convergência das principais rotas comerciais que interligam a costa brasileira ao Hemisfério Norte. Começou a operar em 1984, movimentando basicamente derivados do petróleo e álcool. Como é dotado de grande calado (grande profundidade), Suape será também um porto concentrador  de cargas de todo o litoral da América do Sul.
O Complexo Industrial e Portuário de Suape abrange uma área de 13 500 hectares e possui várias zonas: portuária, administrativa, industrial, agrícola, residencial, de preservação ecológica e cultural.
A região já conta com o Estaleiro Atlântico Sul, uma das maiores obras recentes nos portos do Brasil.

### Metrô do Recife

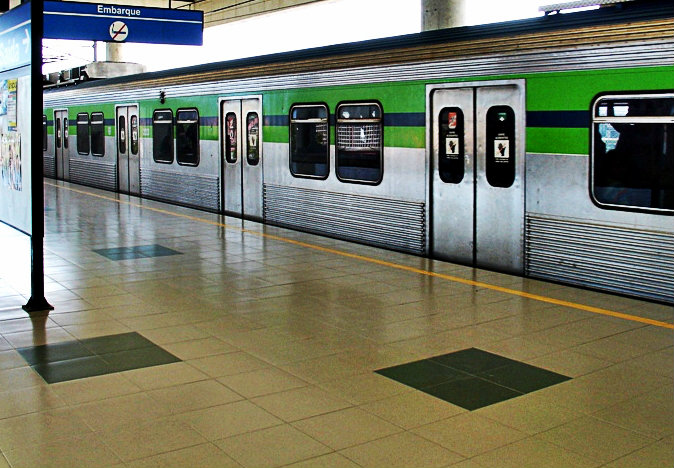
O Metrô do Recife, terceiro sistema metroviário do Brasil, inaugurado após os metrôs de São Paulo e Rio de Janeiro, além de segundo mais extenso do país, liga municípios da RMR.

O Metrô do Recife, operado pela CBTU/Metrorec, é composto atualmente de vinte e oito estações, com linhas que somam 39,5 quilômetros de extensão, transportando cerca de 400 mil usuários por dia.
Os trens da Linha Centro, que partem da Estação Recife, possuem dois destinos distintos: a estação de Camaragibe e a de Jaboatão. Isso acontece devido ao fato de as linhas Centro (ramais Camaragibe e Jaboatão) compartilharem a mesma via e estações no trecho entre as estações Recife e Coqueiral, graças ao traçado da antiga ferrovia onde o metrô foi construído.
Nas linhas da Metrorec a distância média entre as estações é de 1,2 km, com os trens seguindo a uma velocidade média de 40 km/h, podendo chegar a 80 km/h. A bitola é 1600 mm e a alimentação dos trens é feita por catenárias aéreas. Nas linhas de VLT Curado-Cajueiro Seco e Cajueiro Seco-Cabo, a distância média entre as estações é de 4 km, a velocidade comercial dos trens é de 31,5 km/h, a bitola é métrica e os trens utilizados possuem tração a diesel.

## Desenvolvimento humano
Segundo o Atlas de Desenvolvimento Humano 2013, há forte disparidade entre as cidades da RMR: enquanto o Recife possui um IDH de 0,772, que é considerado alto, Araçoiaba, município de 18 mil habitantes, registra um índice de apenas 0,592.

## Criminalidade
Em 2011, a Região Metropolitana do Recife registrou taxa de 48,23 homicídios para um grupo de 100 mil habitantes segundo a ONG mexicana "Conselho Cidadão para a Segurança", sendo então a nona região metropolitana mais violenta do Brasil, após Maceió, Belém, Vitória, Salvador, Manaus, São Luís, João Pessoa e Cuiabá. Ressalte-se, porém, que o Recife é menos violento que cidades como Detroit, Nova Orleans e San Juan.
Segundo o "Mapa da Violência 2013", feito com base nos dados oficiais de 2011, 8 dos 15 municípios da RMR se destacam por apresentar taxas de homicídios elevadas, muito embora não estejam entre os vinte municípios mais violentos do país: Itapissuma (91,5), Cabo de Santo Agostinho (82,3), Ilha de Itamaracá (62,6), Recife (57,1), Jaboatão dos Guararapes (47,2), Paulista (44,2), Igarassu (43,5) e Ipojuca (42,5). São taxas bem acima dos níveis ditos toleráveis pela ONU, que são de 10 homicídios por 100 mil habitantes. As taxas de homicídios desses municípios (todas acima de 40 homicídios por 100 mil habitantes) estariam acima da média do Brasil, que é de 20,4 homicídios por 100 mil habitantes.
Embora os índices de criminalidade na RMR continuem altos, em 2011 houve uma redução de criminalidade considerável de 36% graças ao programa estadual "Pacto pela Vida".
Segundo a Secretaria de Defesa Social (SDS), houve também, na Região Metropolitana do Recife, uma redução de homicídios de 75% no período natalino de 2013 se comparado ao mesmo período do ano anterior. Em 2012, foram registrados 12 homicídios enquanto em 2013 foram registrados 3 homicídios.